# صالح أحمد تكرم
حافظ صالح أحمد تكريم (مواليد: 31 ديسمبر 2008) هو حافظ للقرآن الكريم من بنغلاديش. حصل على المركز الأول في مسابقة حفظ القرآن الكريم الدولية الثامنة والثلاثين التي أقيمت في طهران، إيران عام 2022 وعمره 13 عامًا. وفي عام 2020 أيضًا فاز بمسابقة حفظ القرآن الكريم التي نظمتها قناة بنغلاديش التلفزيونية في شهر رمضان.شارك حافظ صالح أحمد تكريم في مسابقة الملك عبد العزيز الدولية لحفظ القرآن الكريم في دورتها الثانية والأربعين والتي أقيمت في مكة المكرمة بالمملكة العربية السعودية عام 2022 م، وشارك فيها 153 حافظاً من 111 دولة. وفي الفرع الرابع للمسابقة حصل حافظ صالح أحمد تكريم على المركز الثالث وحصل على جائزة قدرها مائة ألف ريال. حصلت تكريم على المركز الأول في مسابقة دبي الدولية للقرآن الكريم في دورتها الـ 26 عام 2023.

## الحياة الشخصية
ولد حافظ صالح أحمد تكريم في 31 ديسمبر 2008 في قرية سيد باري من قرية عمربور في اتحاد شايلاجانا في منطقة شار النائية على نهر جامونا تحت إشراف منطقة تشوهالي في منطقة سيراججانج؛ وفي وقت لاحق، بعد انكسار النهر في كارالجراس على نهر يامونا، انتقل ويعيش بشكل دائم في قرية بهادرا بمركز شرطة ناغاربور في منطقة تانجيل. والده حافظ سيد عبد الرحمن مدرس مدرسة دينية من حيث المهنة، حيث يدرس في مدرسة دينية في سافار ووالدته ربة منزل.